# Weinberghäuschen (Rhöndorf)

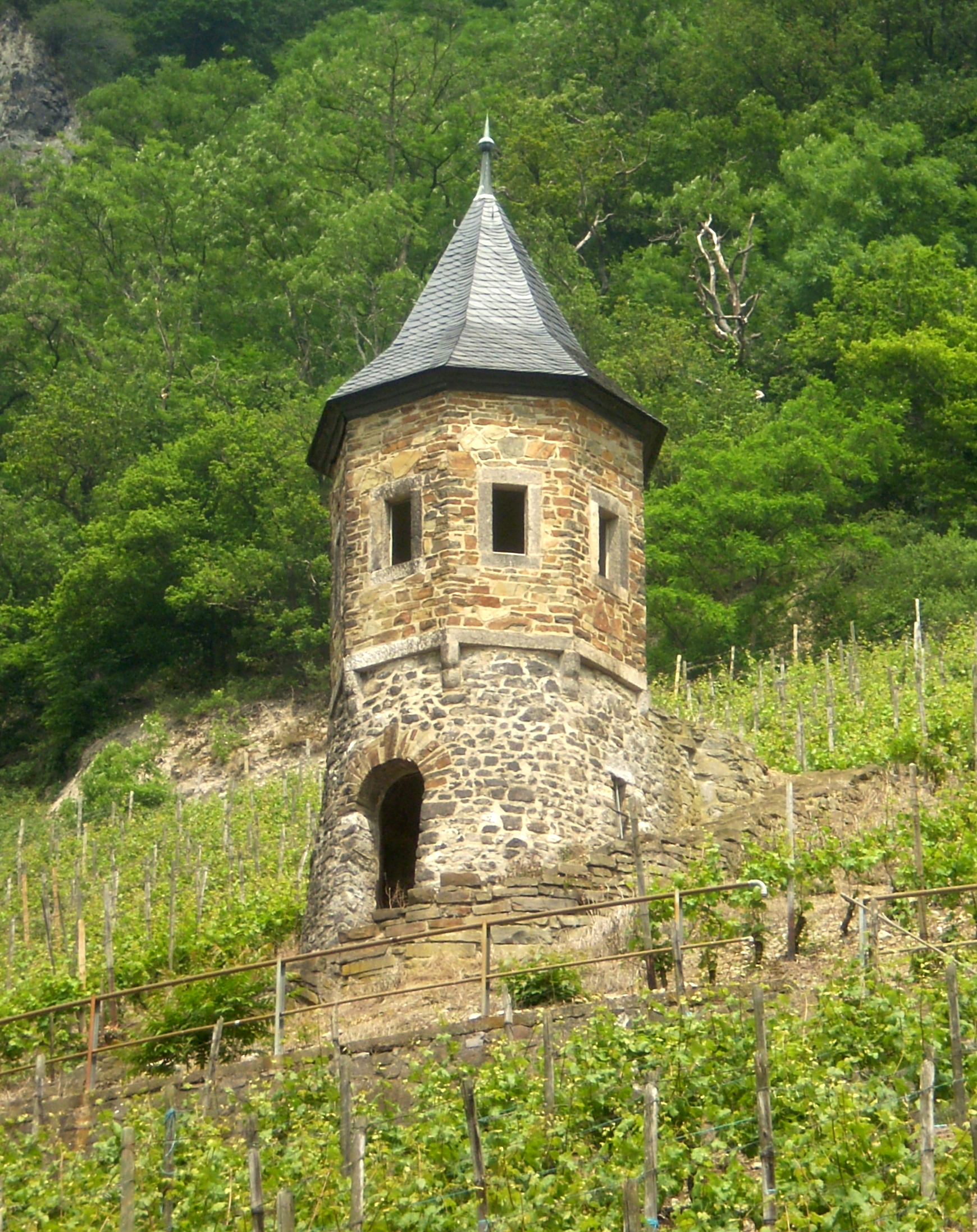
Weinberghäuschen (2012)

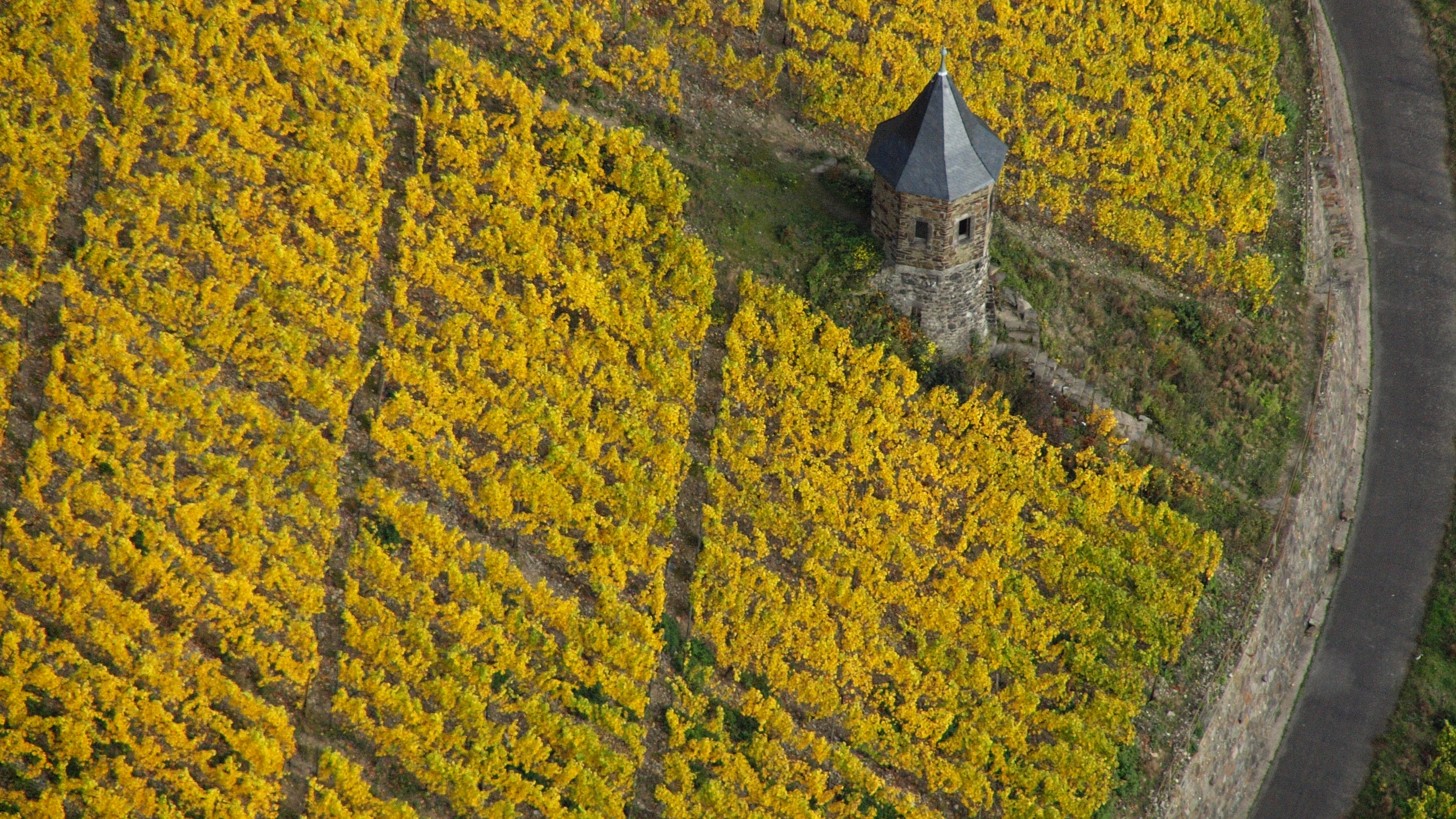
Luftaufnahme (2015)

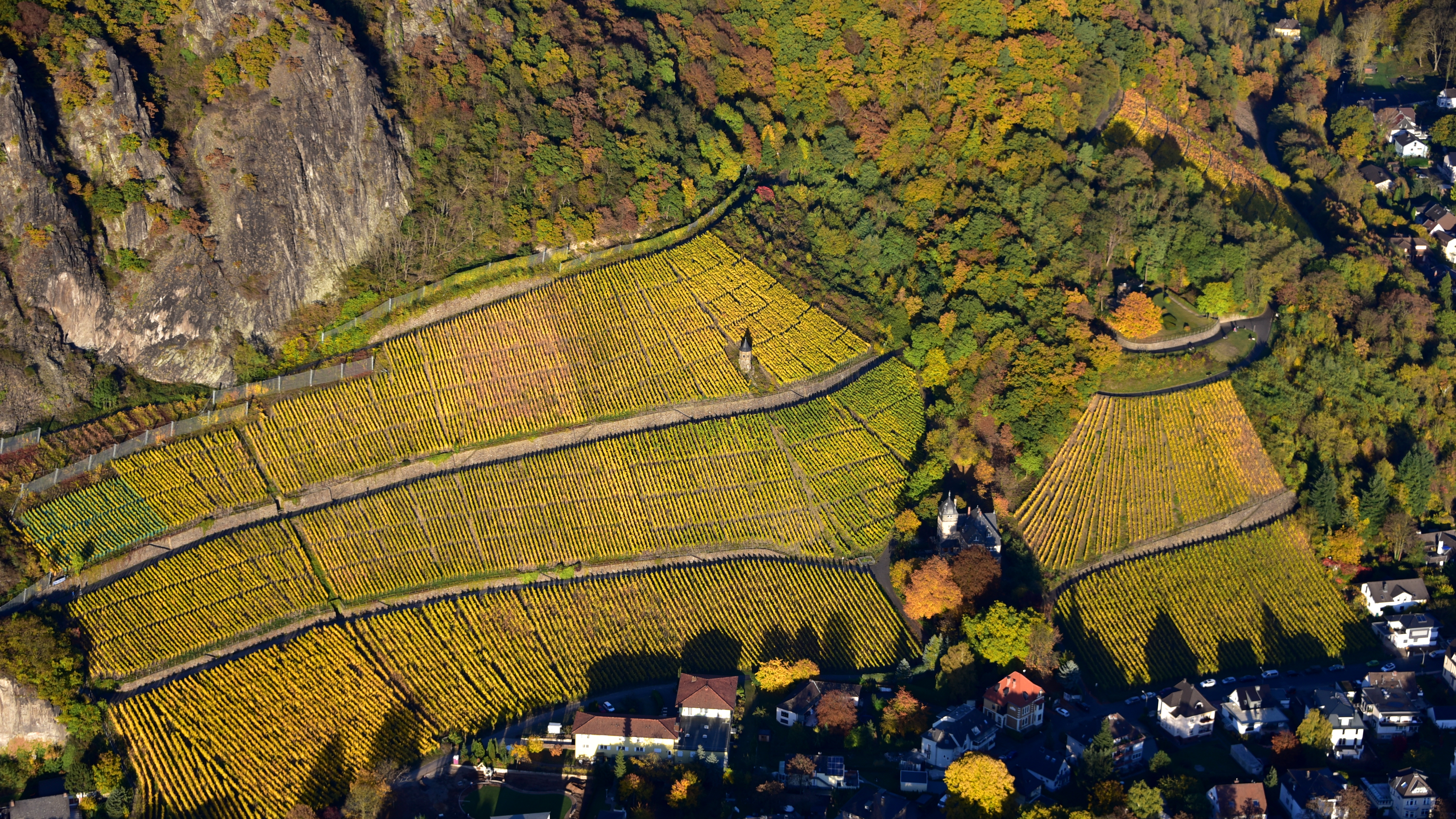
Lage des Häuschens im Weinberg (Bildmitte), Luftaufnahme (2016)

Das Weinberghäuschen (auch Duffes genannt) in Rhöndorf, einem Stadtteil von Bad Honnef im nordrhein-westfälischen Rhein-Sieg-Kreis, ist ein 1909 errichtetes ehemaliges Wachhäuschen für Weintraubenhüter  (Weinberghaus) am Drachenfels. Es steht als Baudenkmal unter Denkmalschutz.
Das Weinberghäuschen liegt oberhalb des mittleren der drei Rhöndorfer Weinbergswege in der zur Großlage Petersberg gehörenden Weinlage Rhöndorfer Drachenfels auf einer Höhe von etwa 105 m ü. NHN. Es ist ein turmartiges Häuschen aus Naturstein (Grauwackemauerwerk) mit rundem Sockelgeschoss, oktogonalem Obergeschoss und achtseitigem, schiefergedeckten Pyramidendach. 1987 erfolgte eine Instandsetzung des Häuschens, im Zuge derer das Mauerwerk erneuert, eine Trasskalksuspension injiziert, herausgebrochene Gewändersteine wiedereingesetzt sowie Innenputz, Türen und Fenster erneuert bzw. repariert wurden.
Von den Weinberghäuschen aus bewachten Traubenhüter die Weinberge während ihrer Schließung vor der alljährlichen Weinlese gegen Wildschaden, Vogelfraß und Traubendiebstähle. Das Rhöndorfer Weinberghäuschen ist das einzige erhalten gebliebene Wachhäuschen für Weinberghüter in Bad Honnef und den umliegenden Gemeinden. Es gehört zum Weingut Broel. Die Eintragung des Weinberghäuschens in die Denkmalliste der Stadt Bad Honnef erfolgte am 8. August 1984.